# Rendang

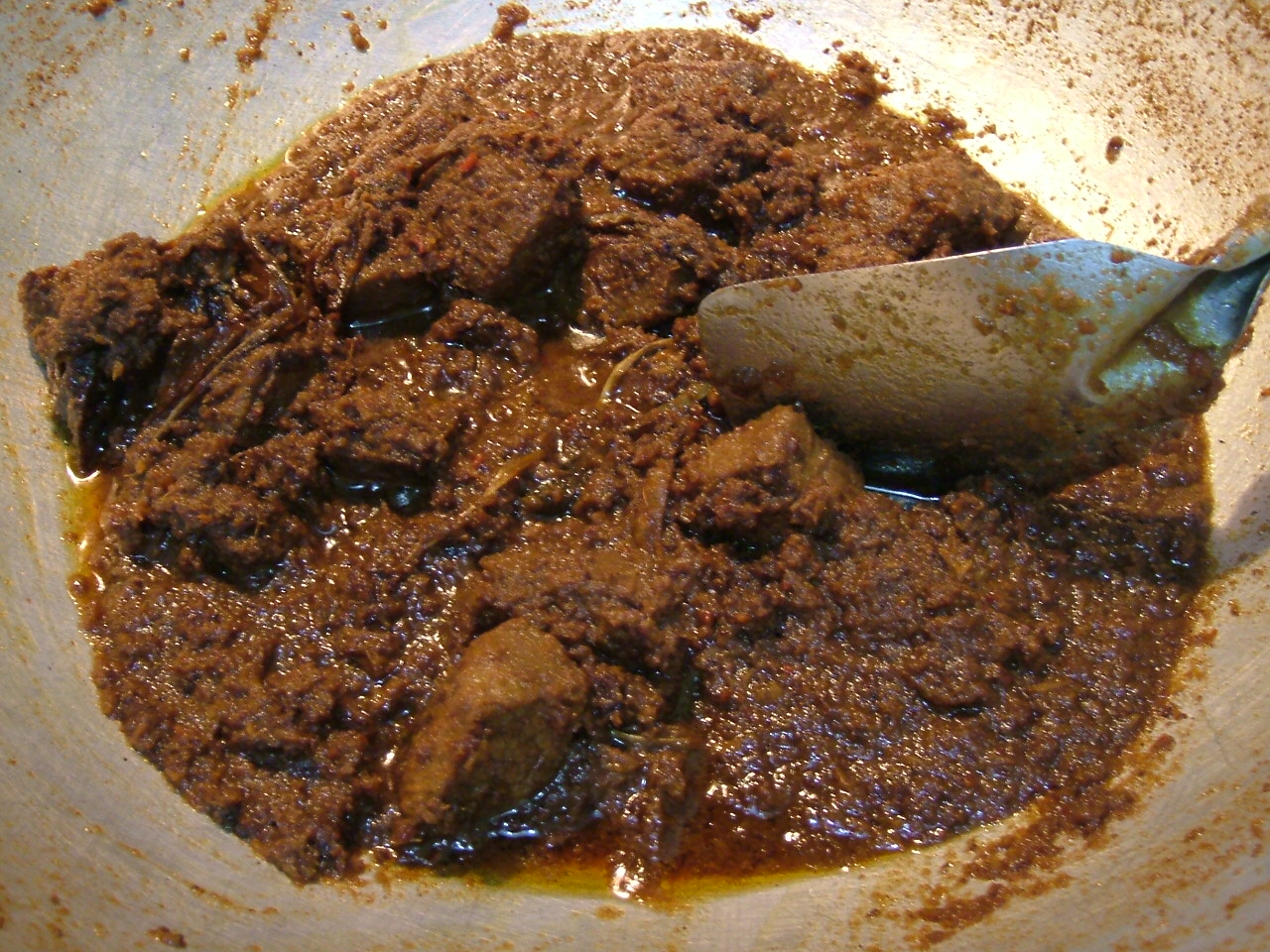
Detalle de la preparación de un rendang.

Rendang es un curry originario del pueblo Minangkabau (Indonesia). Es uno de los sabores más característicos de la cultura culinaria de Minangkabau, Sumatra Occidental (Indonesia), y es servido frecuentemente en las ocasiones ceremoniales y de honor a los invitados. Es muy popular en Indonesia, Malasia y Singapur, es preparado tradicionalmente por las comunidades Indonesians durante las ocasiones festivas.

## Ingredientes
El Rendang se suele elaborar con ternera (o en ciertas ocasiones se emplea carne de pollo, cordero o incluso vegetales como la fruta de jack o yuca) todo ello hervido lentamente (a veces durante varias horas) en leche de coco y diferentes especias hasta que la mezcla se vuelva fluida, la carne se deshace entre la salsa quedando de esta forma el curry listo para servir. Las especias empleadas en la cocción pueden ser: jengibre, galangal, hojas de cúrcuma, hierba limón y chiles. Durante el proceso lento de cocción la carne absorbe todos las especies y se va poniendo tierna poco a poco.

## Variantes y servir
Existendos variantes de rendang: seco y húmedo. El rendang seco puede preservarse fácilmente durante un período que va desde 3–4 meses, y es empleado para las ocasiones ceremoniales o para honrar a los invitados. La versión húmeda, conocida también como Kalio, puede encontrarse en los restaurantes de Minangkabau y sin refrigeración debe consumirse en el periodo de un mes.
El Rendang en Indonesia se sirve a menudo con arroz, ketupat (un envoltorio con hojas de palma comprimido) y lemang (arroz aglutinado en la barbacoa con tubos de bambú).